# Чемпіонат УРСР з хокею з м'ячем
Чемпіонат УРСР з хокею з м'ячем — змагання з хокею з м'ячем, перший розіграш яких відбувся 1927 року серед збірних команд міст. До 1935 року турніри відбувалися нерегулярно, а починаючи з 1936 року — щорічно серед чоловічих команд під егідою Федерації хокею УРСР. Скасований 1991 року.

## Історія
Початок своєї історії в Україні хокей з м'ячем бере у 1920 році:
Хоккей в Николаеве начал развиваться с 1920 года. В 1921 году Николаеву удалось выступить в Москве на Всесоюзной Олимпиаде.
Чемпіоном Миколаєва у 1921, 1922, 1923, 1924 роках була хокейна команда Яхт-клубу. В зимовому сезоні 1921/22 років хокей з м'ячем з'явився і у Харкові. Першими переможцями чемпіонату Харкова 1923 та 1924 років були команди О.Л.С. та О.Ф.К. ім. Балабанова відповідно. У 1924 році з'явилася хокейна команда залізничників у місті Лиман.
У 1922 році миколаївці та харків'яни невдало взяли участь у першості РСФРР (22 лютого Миколаїв поступився Москві 0:31, а Харків Саратову 0:16). У 1924 році, також невдало, харків'яни дебютували у першості СРСР (поразка від майбутнього чемпіона збірної Москви 0:13). Однак, вже у 1928 році під час Зимового свята фізкультури, що тривало у Москві з 2 по 9 лютого, українці (збірна УСРР) займають 2 місце у чемпіонаті СРСР (найвище досягнення в історії), поступившись у матчі на першість Ленінграду 0:5.
У 1927 році в Харкові з'являються перші жіночі команди з хокею з м'ячем:
С каждым годом заметно растет интерес к хоккею в Харькове. ...К началу розыгрыша заявлено более 30 мужских и 3 женских команды.
В повоєнні роки хокей з м'ячем в УРСР дещо  поступився своїм місцем хокею з шайбою. Українські команди без особливих успіхів нечасто брали участь у першостях СРСР. Зокрема, у 1950-х роках по два сезони у І-й та ІІ-й групах відіграв харківський «Трактор», по сезону в І-й та ІІ-й групах провів київський «Більшовик» («Іскра»), два сезони в другій групі грав «Локомотив» з Дніпропетровська і по одному сезону в другій групі провели кадіївський «Шахтар» та (у класі "Б") Будинок Офіцерів з Вінниці — володар Кубка УРСР 1955 року.
У 1960-80 роках в першостях Союзу по другій групі брав участь «Авангард» (Буди), який також неодноразово ставав чемпіоном УРСР.

## Призери Чемпіонатів УРСР
У 1927 році в УСРР відбувалася 3-я Всеукраїнська Спартакіада. Зимові види спорту дебютували в ній 19 та 20 лютого у Харкові. Розіграш прем'єрного чемпіонського звання у хокеї з м'ячем пройшов серед 5 збірних команд: Харкова, Дніпропетровська, Полтави, Кременчука та ст. Краматорської (що представляла Артемівську округу). Першим чемпіоном УСРР стала збірна Харкова:
19 и 20 февраля были большими днями в истории украинского спорта. В эти дни — в Харькове впервые были проведены соревнования по зимним видам спорта, входящие в зимнюю часть программы Всеукраинской Спартакиады. ...В хоккейном Первенстве приняли участие пять команд: Харьков, Артёмовск (Краматорская), Днепропетровск, Полтава и Кременчуг. ...Первенство Украины выиграл Харьков, 2-е место — Артёмовск (Краматорская), 3 — Днепропетровск, 4 — Полтава и 5 — Кременчуг.

### За сезонами
| Сезон     | Чемпіон                  | Срібло                   | Бронза                       |
| --------- | ------------------------ | ------------------------ | ---------------------------- |
| 1927      | Харків                   | ст. Краматорська         | Дніпропетровськ              |
| 1928      | Харків                   | Дніпропетровськ          | Миколаїв                     |
| 1931      | «Динамо» Харків          | «Динамо» Київ            | «Динамо» Кам'янець-Подільськ |
| 1932      | «Динамо» Київ            | «Динамо» Харків          | «Динамо» Вінниця             |
| 1935/36   |                          | «Серп і Молот» Харків    |                              |
| 1936/37   | «Сільмаш» Харків         |                          |                              |
| 1937/38   |                          | «Сільмаш» Харків         |                              |
| 1938/39   | «Сільмаш» Харків         |                          |                              |
| 1939/40   | «Сільмаш» Харків         | «Динамо» Київ            | ХПЗ ім. Комінтерну Харків    |
| 1940/41   |                          | «Сільмаш» Харків         |                              |
| 1945/46   | «Локомотив» Харків       |                          |                              |
| 1946/47   | «Локомотив» Харків       |                          |                              |
| 1947/48   | «Локомотив» Харків       |                          |                              |
| 1948/49   | «Локомотив» Харків       |                          |                              |
| 1949/1950 |                          |                          |                              |
| 1950/1951 |                          |                          |                              |
| 1951/1952 |                          |                          |                              |
| 1952/1953 |                          |                          |                              |
| 1953/1954 |                          |                          |                              |
| 1954/1955 |                          |                          |                              |
| 1955/1956 |                          |                          |                              |
| 1956/1957 |                          |                          |                              |
| 1957/1958 |                          |                          |                              |
| 1958/1959 |                          |                          |                              |
| 1959/1960 |                          |                          |                              |
| 1960/1961 |                          |                          |                              |
| 1961/1962 |                          |                          |                              |
| 1962/1963 |                          |                          |                              |
| 1963/1964 |                          |                          |                              |
| 1964/1965 |                          |                          |                              |
| 1965/1966 |                          |                          |                              |
| 1966/1967 |                          |                          |                              |
| 1967/1968 |                          |                          |                              |
| 1968/1969 |                          |                          |                              |
| 1969/1970 |                          |                          |                              |
| 1970/1971 |                          |                          |                              |
| 1971/1972 |                          |                          |                              |
| 1972/1973 | «Авангард» (Буди-Харків) |                          |                              |
| 1973/1974 |                          |                          |                              |
| 1974/1975 | «Авангард» (Буди-Харків) |                          |                              |
| 1975/1976 |                          |                          |                              |
| 1976/1977 |                          |                          |                              |
| 1977/1978 | «Спартак» (Київ)         |                          |                              |
| 1978/1979 | «Авангард» (Буди-Харків) |                          |                              |
| 1979/1980 | «Спартак» (Київ)         | «Авангард» (Буди-Харків) |                              |
| 1980/1981 |                          |                          |                              |
| 1981/1982 | «Авангард» (Буди-Харків) |                          |                              |
| 1982/1983 |                          |                          |                              |
| 1983/1984 | «Авангард» (Буди-Харків) |                          |                              |
| 1984/1985 |                          |                          |                              |
| 1985/1986 |                          |                          |                              |
| 1986/1987 |                          |                          |                              |
| 1987/1988 |                          |                          |                              |
| 1988/1989 | «Спартак» (Київ)         |                          |                              |
| 1989/1990 |                          |                          |                              |
| 1990/1991 |                          |                          |                              |

### За клубами
| Команда                      | Чемпіон | 2-е місце | 3-є місце | Переможні сезони             |
| ---------------------------- | ------- | --------- | --------- | ---------------------------- |
| «Авангард» Буди              | 5       | 1         | 0         | 1973, 1975, 1979, 1982, 1984 |
| «Локомотив» Харків           | 4       | 0         | 0         | 1946, 1947, 1948, 1949       |
| «Трактор» Харків             | 3       | 3         | 0         | 1937, 1939, 1940             |
| «Спартак» Київ               | 3       | 0         | 0         | 1978, 1980, 1989             |
| Харків                       | 2       | 0         | 0         | 1927, 1928                   |
| «Динамо» Київ                | 1       | 2         | 0         | 1932                         |
| «Динамо» Харків              | 1       | 1         | 0         | 1931                         |
| Дніпропетровськ              | 0       | 1         | 1         |                              |
| ст. Краматорська             | 0       | 1         | 0         |                              |
| Миколаїв                     | 0       | 0         | 1         |                              |
| ХПЗ ім. Комінтерну Харків    | 0       | 0         | 1         |                              |
| «Динамо» Кам'янець-Подільськ | 0       | 0         | 1         |                              |
| «Динамо» Вінниця             | 0       | 0         | 1         |                              |

## Призери Кубка УРСР
| Рік  | Володар          | Фіналист         |
| ---- | ---------------- | ---------------- |
| 1936 | ?                | ?                |
| 1937 | ?                | ?                |
| 1938 | ?                | ?                |
| 1939 | ?                | ?                |
| 1940 | «Сільмаш» Харків | «Спартак» Харків |
| 1941 | ?                | ?                |
| 1945 | ?                | ?                |
| 1946 | ?                | ?                |
| 1947 | ?                | ?                |
| 1948 | ?                | ?                |
| 1949 | ?                | ?                |
| 1954 | ?                | ?                |
| 1955 | ?                | ?                |
| 1956 | ?                | ?                |
| 1957 | ?                | ?                |
| 1958 | ?                | ?                |
| 1959 | ?                | ?                |
| 1960 | ?                | ?                |
| 1961 | ?                | ?                |
| 1962 | ?                | ?                |
| 1963 | ?                | ?                |
| 1964 | ?                | ?                |
| 1965 | ?                | ?                |
| 1966 | ?                | ?                |
| 1967 | ?                | ?                |
| 1968 | ?                | ?                |
| 1969 | ?                | ?                |
| 1970 | ?                | ?                |
| 1971 | ?                | ?                |
| 1972 | ?                | ?                |
| 1973 | ?                | ?                |
| 1974 | ?                | ?                |
| 1975 | ?                | ?                |
| 1976 | ?                | ?                |
| 1977 | ?                | ?                |
| 1978 | ?                | ?                |
| 1979 | ?                | ?                |
| 1980 | ?                | ?                |
| 1981 | ?                | ?                |
| 1982 | ?                | ?                |
| 1983 | ?                | ?                |
| 1984 | ?                | ?                |
| 1985 | ?                | ?                |
| 1986 | ?                | ?                |
| 1987 | ?                | ?                |
| 1988 | ?                | ?                |
| 1989 | ?                | ?                |
| 1990 | ?                | ?                |
| 1991 | ?                | ?                |

## Див.також
- Чемпіонат України з хокею з м'ячем
- «Трактор» (Харків)
- «Авангард» (Буди-Харків)